# Шенак ле Мен
Шенак ле Мен (фр. Chanac-les-Mines) насеље је и општина у централној Француској у региону Лимузен, у департману Корез која припада префектури Тил.
По подацима из 2011. године у општини је живело 487 становника, а густина насељености је износила 36,73 становника/km². Општина се простире на површини од 13,26 km². Налази се на средњој надморској висини од 325 метара (максималној 466 m, а минималној 218 m).

## Демографија
| 1962. | 1968. | 1975. | 1982. | 1990. | 1999. | 2011. |
| ----- | ----- | ----- | ----- | ----- | ----- | ----- |
| 268   | 291   | 389   | 511   | 511   | 482   | 487   |

График промене броја становника у току последњих година